# 大平村 (宮城県)
大平村（おおだいらむら）は、昭和29年（1954年）まで宮城県刈田郡にあった村。現在の白石市大平にあたる。

## 沿革
- 明治22年（1889年）4月1日 - 町村制施行にともない、坂谷村・中目村・森合村の計3か村が合併して大平村が発足。
- 昭和29年（1954年）4月1日 - 大平村と白石町・大鷹沢村・越河村・斎川村・白川村・福岡村が合併し、白石市となる。

## 行政

### 歴代村長
| 代      | 氏名       | 就任                       | 退任                       | 備考 |
| ------- | ---------- | -------------------------- | -------------------------- | ---- |
| 1       | 小関勇五郎 | 明治28年（1895年）7月12日  | 明治32年（1899年）7月19日  |      |
| 2       | 高橋敬一郎 | 明治32年（1899年）9月12日  | 明治33年（1900年）3月28日  |      |
| 3       | 小関勇五郎 | 明治33年（1900年）3月29日  | 明治36年（1903年）6月10日  | 再任 |
| 4 - 5   | 古山三郎   | 明治36年（1903年）6月23日  | 明治43年（1910年）9月27日  |      |
| 6       | 山家浪吉   | 明治43年（1910年）9月28日  | 大正3年（1914年）10月12日  |      |
| 7       | 小関勇五郎 | 大正3年（1914年）10月21日  | 大正7年（1918年）10月20日  | 三任 |
| 8 - 9   | 大野虎十郎 | 大正7年（1918年）12月4日   | 大正12年（1923年）10月25日 |      |
| 10      | 菊池伝次郎 | 大正12年（1923年）11月13日 | 大正15年（1926年）6月12日  |      |
| 11      | 古山三郎   | 大正15年（1926年）6月15日  | 昭和5年（1930年）6月14日   | 再任 |
| 12      | 高橋栄一郎 | 昭和5年（1930年）7月7日    | 昭和9年（1934年）7月6日    |      |
| 13 - 16 | 菊池伝次郎 | 昭和9年（1934年）7月7日    | 昭和20年（1945年）6月8日   | 再任 |
| 17      | 佐久間喜一 | 昭和20年（1945年）6月28日  | 昭和22年（1947年）2月28日  |      |
| 18      | 村上富弥   | 昭和22年（1947年）4月7日   | 昭和23年（1948年）8月7日   |      |
| 19 - 20 | 黒沢登     | 昭和23年（1948年）10月8日  | 昭和29年（1954年）3月31日  |      |

## 教育
- 大平村立大平小学校
- 大平村立大平中学校

## 交通

### 鉄道
- 国鉄東北本線 - 駅なし（1918年から1966年まで中目信号場が存在した。）
旧大平村域には東北新幹線と東北本線が交差する地点（白石市大平中目、白石駅・越河駅間）があるので、当初は新幹線の白石蔵王駅をここに設置して在来線との乗換駅にする計画が立てられていた。